# Реброво (Болгария)
Реброво (болг. Реброво) — село в Болгарии. Находится в Софийской области, входит в общину Своге. Население составляет 932 человека (2022).

## Политическая ситуация
В местном кметстве Реброво, в состав которого входит Реброво, должность кмета (старосты) исполняет Николай Борисов Лазаров (коалиция в составе 2 партий: Союз демократических сил (СДС), Граждане за европейское развитие Болгарии (ГЕРБ)) по результатам выборов правления кметства.
Кмет (мэр) общины Своге — Емил Цветанов Атанасов (Болгарская социалистическая партия (БСП), Национальное движение «Симеон Второй» (НДСВ), либеральная инициатива «За демократическое европейское развитие» (ЛИДЕР), Зелёные, Политический клуб «Экогласность», Евророма) по результатам выборов в правление общины.